# Raymond Droz
Raymond Droz (* 23. Januar 1934 in La Chaux-de-Fonds; † 29. Juni 2000 in Zürich) war ein Schweizer Jazzmusiker (Posaune, auch Althorn, Perkussion), der auch als Bandleader und Arrangeur hervorgetreten ist.

## Leben
Droz gewann bereits beim ersten Zürcher Jazz Festival 1951 den ersten Preis als Posaunist. In den nächsten Jahren spielte er bei Claude Albert und mit eigener Band Dixieland, um von 1956 bis 1957 bei Radio Lausanne als Techniker zu wirken. Daneben traten Tourneen mit eigenen Bands (zu denen Charly Antolini, Jean-Pierre Bionda und Raymond Court gehörten). Zwischen 1958 und 1964 war er Mitglied des Orchesters von Kurt Edelhagen in Köln, um dann als Erster Posaunist zum Radio-Unterhaltungsorchester des DRS in Basel, später in Zürich zu gehören. Dort steuerte er auch viele Arrangements und Kompositionen bei; daneben arrangierte er auch für die Ted Haenzi Big Band. Zudem trat er mit Clark Terry auf dem Montreux Jazz Festival und in der Schweiz  immer wieder mit Kleinformationen wie Jazz Container auf. 1985 schied er nach gesundheitlichen Problemen aus dem DRS-Orchester aus, spielte aber noch gelegentliche Sessions. Er nahm auch mit Heinz Kretzschmar (1960), Bill Ramsey (1965), Buck Clayton (1966), Rex Stewart (1966), Othella Dallas (1967), Gabriela Schaaf (1979) und dem New Zürich Jazztett (1981) auf.

## Diskographische Hinweise
- Francy Boland The Golden Eight (Blue Note 1961, mit Dusko Goykovich, Christian Kellens, Derek Humble, Karl Drewo, Jimmy Woode, Kenny Clarke)
- Swiss All Stars (Ex Libris 1964, mit Raymond Court, Hans Kennel, Franco Ambrosetti, Peter Candiotto, Heinz Bigler, Bruno Spoerri, Ueli Staub, George Gruntz, Pierre Cavalli, Heinz Christen, Rolf Bänninger)
- Oscar Klein Dixieland Favorites (Europa 1968, mit Remy Meyer, Peter Schmidli, Bob Carter, René Marthaler)
- Dixieland Time (Philips 1982, mit Eddy Jegge, Willy Schmid, Dennis Armitage, Walter Teubner, Roman Dyląg, Curt Treier)

## Lexigraphische Einträge
- Barry Kernfeld (Hrsg.): New Grove Dictionary of Jazz Macmillan, London 2002
- Bruno Spoerri (Hrsg.): Biografisches Lexikon des Schweizer Jazz. CD-Beilage zu Bruno Spoerri (Hrsg.): Jazz in der Schweiz. Geschichte und Geschichten. Chronos, Zürich 2005, ISBN 3-0340-0739-6.